# Крестоносец в джинсах (книга)
«Крестоносец в джинсах» или «Крестовый поход в джинсах» (нидерл. Kruistocht in spijkerbroek) (1973) — детский роман нидерландской писательницы Теа Бекман. Повествует о детском крестовом походе 1212 года, увиденным подростком из двадцатого столетия Рудольфом Вега.
В 1993 году книга была издана на русском языке в переводе Наталии Ивановой. В 2015 году вышло новое издание в переводе Ирины Трофимовой.

## Сюжет
Пятнадцатилетний Рудольф Вега добровольно вызывается участвовать в эксперименте с машиной времени. Эксперимент проходит не совсем удачно и Дольф попадает в Германию XIII века, оказываясь возле города Спирс. Там он спасает от двух разбойников юношу Леонардо Фибоначчи и оба они волей случая присоединяются к крестовому походу, хотя оба не верят в возможность достижения его конечной цели — пройти чрез расступившееся море и взять Священный город Иерусалим.
Знания Дольфа, принесённые из двадцатого века, помогают спасти множество детских жизней. Но также эти знания становятся причиной обвинения в колдовстве и ереси.
В книге походом руководят двое лжемонахов и обманутый ими пятнадцатилетний бывший подпасок, который верит в свою избранность Богом. Он искренне полагает, что по достижении Генуи море расступится перед крестоносцами и все сарацины на другом берегу побегут от гнева Господа, а невинное детское воинство войдёт в Иерусалим. Однако оба лжемонаха хотят лишь привести как можно больше европейских детей на побережье Средиземного моря и обманом погрузить их на корабли работорговцев за обещанное крупное вознаграждение.
Уже по достижении Генуи один их монахов, всё же терзаемый раскаянием, рассказывает Дольфу о том, что должно вскоре произойти.
После раскрытия истины и срыва коварных планов встаёт вопрос: что делать детям дальше? Многие из них никогда не имели дома, являлись нищими и сиротами. Возвращаться на родину большинство отказывается и продолжают путешествие вглубь Италии уже скорее по привычке куда-то идти, нежели по зову веры. В каждом городе, который минует отряд, оседает какое-то количество бывших крестоносцев. Наконец, в городе Бриндизи с окончанием Аппиевой дороги завершается и крестовый поход. Последнюю группу из восьмисот детей местный епископ переправляет в Венецию, чтобы те начали в ней новую жизнь.
В Бриндизи в руки Дольфа случайно попадает алюминиевая коробочка, в которой находится записка на нидерландском языке. Родители пытаются отыскать мальчика, рассылая по всем точкам Крестового похода подобные послания.
Через несколько дней Рудольф Вега благополучно возвращается домой, в двадцатый век.

## Персонажи
Дольф: Родился в Амстердаме, его полное имя — Рудольф Вега. В возрасте 15 лет невольно становится одним из лидеров крестового похода.

Леонардо: Родился в Пизе, его полное имя — Леонардо Фибоначчи. Он — очень умный молодой человек и один из немногих исторических персонажей в книге. Реальный Леонардо Фибоначчи считается одним из величайших математиков Европы, начавшим первым использовать арабские цифры. Согласно роману, именно Дольф обучил Леонардо тайнам арабского исчисления.

Марике: К концу романа ей одиннадцать лет. Сирота. Во время крестового похода и Дольф, и Леонардо влюбляются в неё.

Франк: Двенадцатилетний сын старого кожевника из Кёльна.

Питер: Сильный и ловкий мальчик, чей возраст приблизительно равен двенадцати годам. В походе стал ответственным за рыболовство.

Эверарт: Сын лесника, его знания о лесной науке кажутся безграничными.

Берто: высокий и сильный мальчик, который наотрез отказался говорить о своём прошлом.

Дон Тадеуш: священник из Гаслахского аббатства. Он присоединился к походу у города Страсбург. Дон Тадеуш, как и Дольф, по мере сил пытается оберегать юных крестоносцев.

Дон Ансельм и Дон Йоханнес: Самозванцы, выдающие себя за монахов. Их целью является привести детей в прибрежный город Геную, где все они будут погружены на корабли и переправлены на рынки рабов в Африке. Йоханнес в конечном итоге отвергает свой злой умысел и рассказывает Дольфу о намерениях Ансельма.

Николас: молодой пастух, обманутый лжемонахами. Ведёт крестовый поход, искренне веруя в свою избранность. После раскрытия заговора лжемонахов, он повёл остатки крестоносцев на южную оконечность Италии, чтобы там разверзнуть Ионическое море, открыв тем самым путь на Иерусалим. Когда отряд остановился у крепости Тразимено, Николас, в числе ещё двух крестоносцев, обманом был взят в заложники. Был казнён по приказу графа при штурме крепости неприятельскими войсками.

Каролюс: Молодой дворянин, который полагает, что будет коронованным королём по своему прибытию в Иерусалим, но неожиданно умирает между Генуей и городом Кремона от аппендицита — болезни, которая в те времена была всегда фатальной.

Фредо: умный и рассудительный мальчик, сын обедневшего рыцаря. В походе руководил отрядами стражи.

Хильда: Хильда фон Марберг, дочь графа, выросшая во дворце своего дяди (архиепископа Кёльна). Хильда полагает, что по прибытии в Иерусалим станет его королевой. Во время крестового похода она руководила уходом за больными.

Фрида: дочь слуги, владеющая обширными знаниями о ягодах, травах, овощах и кореньях.

Гардулф: пекарь из Ротвайля. Он с помощью Дольфа и нескольких его друзей сделал за ночь 800 краев хлеба, тем самым обеспечив на некоторое время едой большинство участников похода.

## Награды
- 1974 год Золотой стилус[1]
- 1974 год Европейская премия за лучшую молодёжную историческую книгу
- 1976 год Prix de la Divulgation historique

## Адаптации
В 2005 году режиссёр Бен Сомбогаарт поставил по роману Теа Бекман фильм, носящий название «Крестоносец в джинсах». В главных ролях снялись такие актёры, как Джо Флинн, Стефани Леонидас, Ян Деклер, Удо Кир и Эмили Уотсон. Премьера состоялась 12 ноября 2006 года.
«Национальный молодёжный музыкальный театр Нидерландов» в театральном сезоне 2008—2009 гг. поставил мюзикл по роману Бекман, премьера которого состоялась 27 сентября 2008 года в театре Амстелвена. В мюзикле было занято более 120 детей, сыграно более 80 представлений в Нидерландах и Бельгии.